# Казанская советская рабоче-крестьянская республика
Казанская советская рабоче-крестьянская республика — временное государственное объединение на территории Казанской губернии. Создана по соглашению партий, входящих в Казанский Совет в конце февраля 1918 года. Ликвидирована 16 мая 1918 решением исполкома Казанского губернского совета.

## Правительство
- Председатель СНК — Я. С. Шейнкман.
- Народный комиссар внутренних дел — В. И. Мохов.
- Народный комиссар земледелия — К. М. Шнуровский.
- Народный комиссар продовольствия — Я. С. Шейнкман.
- Народный комиссар путей сообщения — И. О. Аносов.
- Народный комиссар торговли и промышленности — А. И. Карпов.
- Народный комиссар финансов — В. Н. Скачков.
- Народный комиссар труда — С. М. Брауде.
- Народный комиссар по делам национальностей — С. С. Саид-Галиев.